# Nahjib Guerra
Nahjib Kazim Guerra (ur. 18 sierpnia 1994 w Benque Viejo del Carmen) – belizeński piłkarz występujący na pozycji lewego lub prawego pomocnika, reprezentant kraju, obecnie zawodnik Belmopan Bandits.

## Kariera klubowa
Guerra rozpoczynał swoją karierę piłkarską w klubie Verdes FC. Zdobył z nią mistrzostwo Belize (2014/2015 Closing) oraz trzy wicemistrzostwa Belize (2015/2016 Opening, 2016/2017 Closing, 2018/2019 Opening). Jesienią 2017 przez kilka miesięcy występował w gwatemalskim drugoligowcu Deportivo Escuintla. W 2019 roku przeszedł do klubu Belmopan Bandits FC. Wywalczył z nim tytuł wicemistrza Belize (2019/2020 Opening).

## Kariera reprezentacyjna
W marcu 2013 Guerra został powołany do reprezentacji Belize U-20 na Igrzyska Ameryki Środkowej w San José. Rozegrał tam wszystkie trzy spotkania w wyjściowym składzie i zdobył gola w meczu z Nikaraguą (2:1), a jego drużyna odpadła z męskiego turnieju piłkarskiego w fazie grupowej.
W seniorskiej reprezentacji Belize Guerra zadebiutował za kadencji selekcjonera Jorge Nunesa, 25 marca 2015 w zremisowanym 0:0 meczu z Kajmanami w ramach eliminacji do Mistrzostw Świata w Rosji.